# Ресупинация

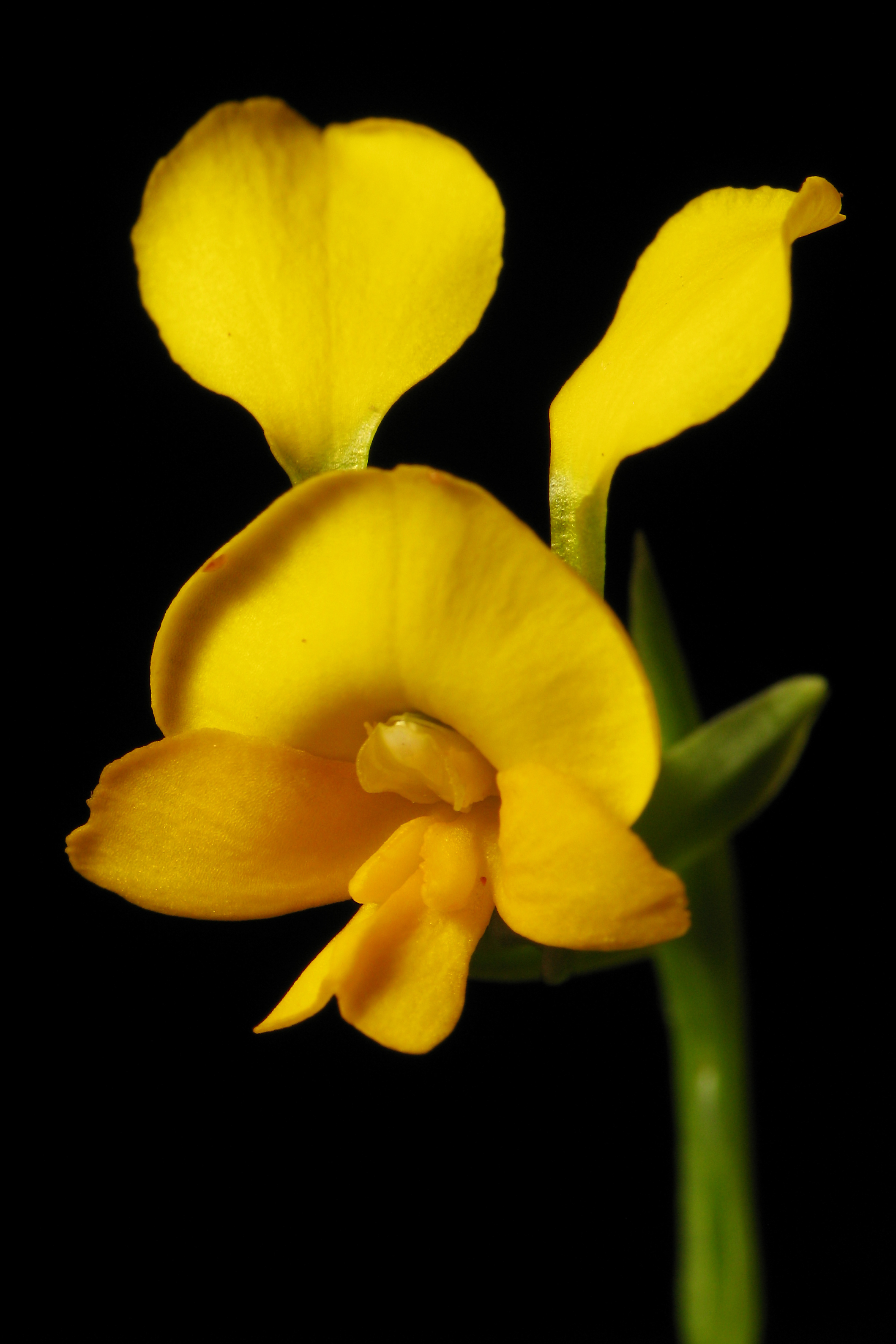
Diuris aequalis, цветок ресупинированный

Ресупинация (букв. перекручивание, закручивание) — ботанический термин, производное от лат. supinare, что означает «поворачивать вокруг горизонтальной оси», «переворачивать», «опрокидывать». Соответственно, термин «без ресупинации» означает, что данное свойство у объекта отсутствует.

## Признаки
Суть этого явления у цветковых растений состоит в том, что при раскрытии бутона происходит его ротация вокруг горизонтальной оси на 180°, в некоторых случаях — на 360°. Ресупинация свойственна цветкам и листьям некоторых семейств цветковых растений. Известна также ресупинация у грибов.
У Орхидных и другие семейств это свойство обусловлено формой цветка, способами опыления и разными видами опылителей — насекомых и птиц.

## Примеры

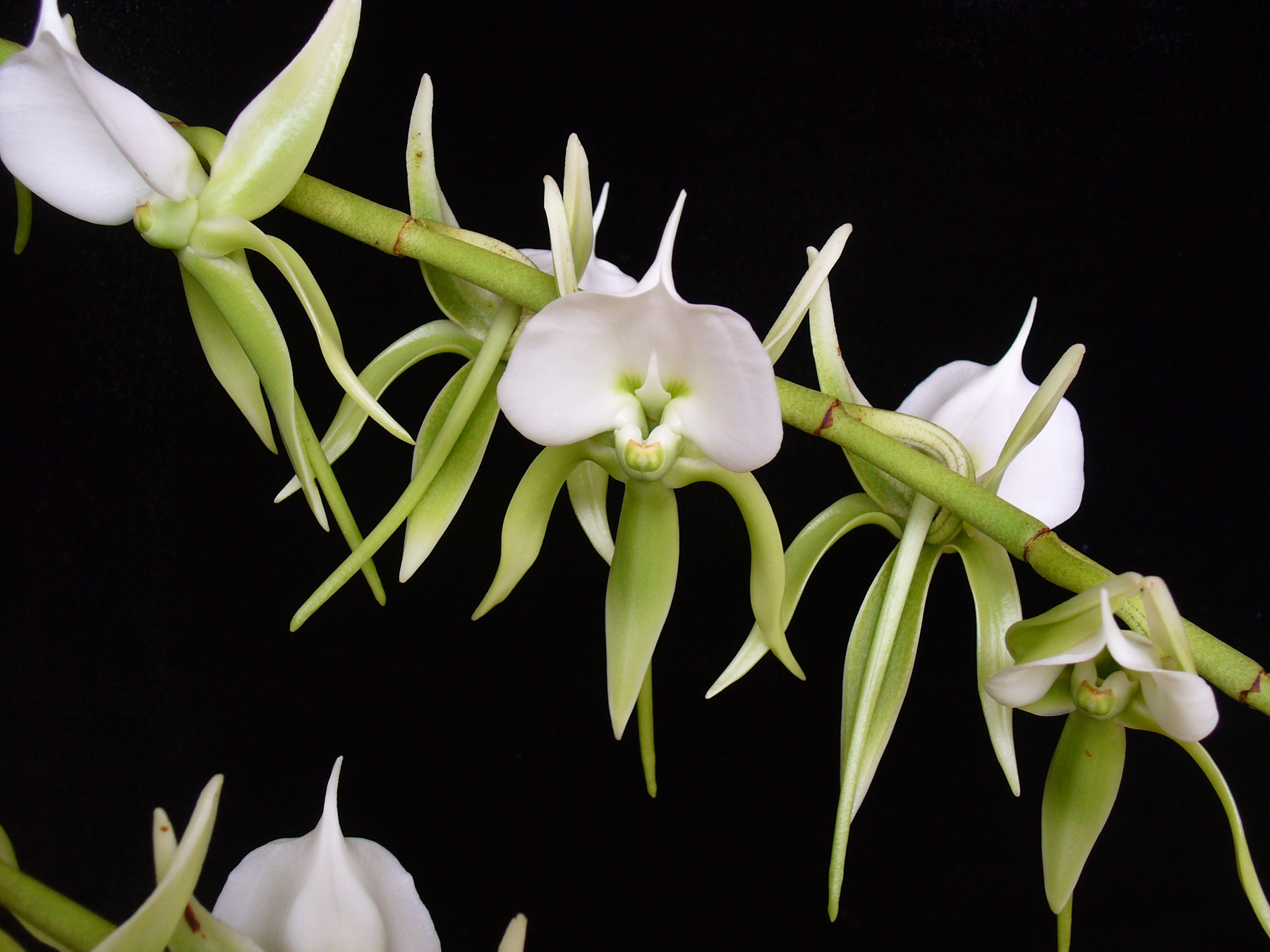
Angraecum eburneum, цветок нересупинированный

Ресупинация цветка известна у Орхидных, Геснериевых и некоторых других семейств. Родам Bomarea и Alstroemeria иногда свойственна ресупинация листьев.
Ресупинация цветка — постоянное свойство вида и является одним из классификационных признаков. Например, род Нематантус семейства Геснериевых подразделяется внутри себя ещё на 4 категории: по типу цветка и наличию или отсутствию у него явления ресупинации.
Ресупинация цветка — один из главных признаков рода Acampe, который отличает его от родов Aerides и Vanda